# Paul Haarhuis
Paul Vincent Nicholas Haarhuis (ur. 19 lutego 1966 w Eindhoven) – holenderski tenisista, lider rankingu ATP deblistów, zwycięzca sześciu turniejów wielkoszlemowych w grze podwójnej, reprezentant w Pucharze Davisa, olimpijczyk.

## Kariera tenisowa
Karierę tenisową Haarhuis rozpoczął w 1989 roku, a zakończył w 2003 roku.
W grze pojedynczej wygrał jeden turniej kategorii ATP World Tour, w 1995 roku w Dżakarcie. Dodatkowo był uczestnikiem siedmiu finałów. Startując w singlowych rozgrywkach wielkoszlemowych najdalej doszedł podczas US Open 1991, eliminując po drodze wówczas lidera rankingu, Borisa Beckera. Spotkanie o dalszą rundę przegrał z Jimmym Connorsem.
W grze podwójnej Haarhuis osiągnął 94 finały, z których w 54 zwyciężył. Sześciokrotnie triumfował w imprezach Wielkiego Szlema i sześć razy był uczestnikiem finałów. Dwukrotnie był najlepszy w ATP Tour World Doubles Championship i raz był finalistą tych rozgrywek. Najskuteczniejszą parę deblową stworzył razem z Jacco Eltinghiem. Z małymi przerwami startowali razem od 1991 roku do 1998 roku (wygrali pięć szlemów i w dwóch zagrali w finale). Ostatni tytuł wielkoszlemowy zdobył z Jewgienijem Kafielnikowem.
W grze mieszanej osiągnął jeden finał, podczas French Open 1991, razem z Caroline Vis.
W Pucharze Davisa Haarhuis startował w latach 1990–2005. Bilans jego występów reprezentacyjnych to 31 zwycięstw i 18 porażek.
Haarhuis uczestniczył również w igrzyskach olimpijskich w Barcelonie (1992) i Atlancie (1996). W 1992 roku odpadł w II rundzie rywalizacji singlowej z Goran Ivaniševiciem, cztery lata później w deblu był bliski zdobycia medalu w deblu z Jacco Eltinghiem, ale przegrali półfinał z Australijczykami Toddem Woodbridge’em i Markiem Woodforde’em i mecz o trzecie miejsce z parą niemiecką David Prinosil–Marc-Kevin Goellner.
W rankingu gry pojedynczej Haarhuis najwyżej był na 18. miejscu (6 listopada 1995), a w klasyfikacji gry podwójnej na 1. pozycji (31 stycznia 1994). Łącznie na szczycie listy deblowej znajdował się przez 71 tygodni.

### Finały w turniejach ATP World Tour
| Legenda                                      |
| -------------------------------------------- |
| Wielki Szlem                                 |
| Igrzyska olimpijskie                         |
| Tennis Masters Cup / ATP Finals              |
| ATP Masters Series / ATP Tour Masters 1000   |
| ATP International Series Gold / ATP Tour 500 |
| ATP International Series / ATP Tour 250      |

#### Gra pojedyncza (1–7)
| Końcowy wynik | Nr | Data             | Turniej      | Nawierzchnia    | Przeciwnik       | Wynik finału  |
| ------------- | -- | ---------------- | ------------ | --------------- | ---------------- | ------------- |
| Finalista     | 1. | 5 kwietnia 1992  | Singapur     | Twarda          | Simon Youl       | 4:6, 1:6      |
| Finalista     | 2. | 9 stycznia 1994  | Doha         | Twarda          | Stefan Edberg    | 3:6, 2:6      |
| Finalista     | 3. | 20 lutego 1994   | Filadelfia   | Dywanowa (hala) | Michael Chang    | 3:6, 2:6      |
| Zwycięzca     | 1. | 15 stycznia 1995 | Dżakarta     | Twarda          | Radomír Vašek    | 7:5, 7:5      |
| Finalista     | 4. | 19 lutego 1995   | Memphis      | Twarda (hala)   | Todd Martin      | 6:7(2), 4:6   |
| Finalista     | 5. | 5 marca 1995     | Rotterdam    | Dywanowa (hala) | Richard Krajicek | 6:7(5), 4:6   |
| Finalista     | 6. | 24 marca 1996    | Indian Wells | Twarda          | Michael Chang    | 5:7, 1:6, 1:6 |
| Finalista     | 7. | 30 sierpnia 1998 | Boston       | Twarda          | Michael Chang    | 3:6, 4:6      |

#### Gra podwójna (54–40)
| Końcowy wynik | Nr  | Data                 | Turniej                    | Nawierzchnia    | Partner               | Przeciwnicy                             | Wynik finału              |
| ------------- | --- | -------------------- | -------------------------- | --------------- | --------------------- | --------------------------------------- | ------------------------- |
| Finalista     | 1.  | 14 stycznia 1990     | Auckland                   | Twarda          | Gilad Blum            | Kelly Jones Robert Van’t Hof            | 6:7, 0:6                  |
| Finalista     | 2.  | 11 marca 1990        | Casablanca                 | Ceglana         | Mark Koevermans       | Todd Woodbridge Simon Youl              | 3:6, 1:6                  |
| Finalista     | 3.  | 29 lipca 1990        | Hilversum                  | Ceglana         | Mark Koevermans       | Sergio Casal Emilio Sánchez             | 5:7, 5:7                  |
| Zwycięzca     | 1.  | 11 listopada 1990    | Moskwa                     | Dywanowa (hala) | Hendrik Jan Davids    | John Fitzgerald Anders Järryd           | 6:4, 7:6                  |
| Finalista     | 4.  | 6 stycznia 1991      | Adelaide                   | Twarda          | Mark Koevermans       | Wayne Ferreira Stefan Kruger            | 4:6, 6:4, 4:6             |
| Zwycięzca     | 2.  | 7 kwietnia 1991      | Estoril                    | Ceglana         | Mark Koevermans       | Tom Nijssen Cyril Suk                   | 6:3, 6:3                  |
| Finalista     | 5.  | 28 kwietnia 1991     | Monte Carlo                | Ceglana         | Mark Koevermans       | Luke Jensen Laurie Warder               | 7:5, 6:7, 4:6             |
| Zwycięzca     | 3.  | 16 czerwca 1991      | Rosmalen                   | Trawiasta       | Hendrik Jan Davids    | Richard Krajicek Jan Siemerink          | 6:3, 7:6                  |
| Zwycięzca     | 4.  | 27 października 1991 | Guarujá                    | Twarda          | Jacco Eltingh         | Bret Garnett Todd Nelson                | 6:3, 7:5                  |
| Finalista     | 6.  | 1 marca 1992         | Rotterdam                  | Dywanowa (hala) | Mark Koevermans       | Marc-Kevin Goellner David Prinosil      | 2:6, 7:6, 6:7             |
| Finalista     | 7.  | 21 czerwca 1992      | Genua                      | Ceglana         | Mark Koevermans       | Shelby Cannon Greg Van Emburgh          | 1:6, 1:6                  |
| Zwycięzca     | 5.  | 26 lipca 1992        | Hilversum                  | Ceglana         | Mark Koevermans       | Marten Renström Mikael Tillström        | 6:7, 6:1, 6:4             |
| Zwycięzca     | 6.  | 30 sierpnia 1992     | Schenectady                | Twarda          | Jacco Eltingh         | Sergio Casal Emilio Sánchez             | 6:3, 6:4                  |
| Zwycięzca     | 7.  | 10 stycznia 1993     | Kuala Lumpur               | Twarda          | Jacco Eltingh         | Henrik Holm Bent-Ove Pedersen           | 7:5, 6:3                  |
| Finalista     | 8.  | 17 stycznia 1993     | Dżakarta                   | Twarda          | Jacco Eltingh         | Diego Nargiso Guillaume Raoux           | 6:7, 7:6, 3:6             |
| Finalista     | 9.  | 14 lutego 1993       | Memphis                    | Twarda (hala)   | Jacco Eltingh         | Todd Woodbridge Mark Woodforde          | 5:7, 2:6                  |
| Finalista     | 10. | 25 kwietnia 1993     | Monte Carlo                | Ceglana         | Mark Koevermans       | Stefan Edberg Petr Korda                | 6:3, 2:6, 6:7             |
| Zwycięzca     | 8.  | 9 maja 1993          | Hamburg                    | Ceglana         | Mark Koevermans       | Grant Connell Patrick Galbraith         | 6:4, 6:7, 7:6             |
| Zwycięzca     | 9.  | 16 maja 1993         | Rzym                       | Ceglana         | Jacco Eltingh         | Wayne Ferreira Mark Kratzmann           | 6:4, 7:6                  |
| Zwycięzca     | 10. | 1 sierpnia 1993      | Hilversum                  | Ceglana         | Jacco Eltingh         | Hendrik Jan Davids Libor Pimek          | 4:6, 6:2, 7:5             |
| Zwycięzca     | 11. | 3 października 1993  | Kuala Lumpur               | Twarda (hala)   | Jacco Eltingh         | Jonas Björkman Lars-Anders Wahlgren     | 7:5, 4:6, 7:6             |
| Finalista     | 11. | 24 października 1993 | Pekin                      | Dywanowa (hala) | Jacco Eltingh         | Paul Annacone Doug Flach                | 6:7, 3:6                  |
| Zwycięzca     | 12. | 14 listopada 1993    | Moskwa                     | Dywanowa (hala) | Jacco Eltingh         | Jan Apell Jonas Björkman                | 6:1, krecz                |
| Zwycięzca     | 13. | 28 listopada 1993    | Johannesburg               | Twarda (hala)   | Jacco Eltingh         | Todd Woodbridge Mark Woodforde          | 7:6, 7:6, 6:4             |
| Zwycięzca     | 14. | 29 stycznia 1994     | Australian Open, Melbourne | Twarda          | Jacco Eltingh         | Byron Black Jonathan Stark              | 6:7, 6:3, 6:4, 6:3        |
| Zwycięzca     | 15. | 20 lutego 1994       | Filadelfia                 | Dywanowa (hala) | Jacco Eltingh         | Jim Grabb Jared Palmer                  | 6:3, 6:4                  |
| Finalista     | 12. | 27 lutego 1994       | Rotterdam                  | Dywanowa (hala) | Jacco Eltingh         | Jeremy Bates Jonas Björkman             | 4:6, 1:6                  |
| Zwycięzca     | 16. | 21 marca 1994        | Miami                      | Twarda          | Jacco Eltingh         | Mark Knowles Jared Palmer               | 7:6, 7:6                  |
| Finalista     | 13. | 24 lipca 1994        | Stuttgart                  | Ceglana         | Jacco Eltingh         | Scott Melville Piet Norval              | 6:7, 5:7                  |
| Finalista     | 14. | 21 sierpnia 1994     | New Haven                  | Twarda          | Jacco Eltingh         | Grant Connell Patrick Galbraith         | 4:6, 6:7                  |
| Finalista     | 15. | 28 sierpnia 1994     | Schenectady                | Twarda          | Jacco Eltingh         | Jan Apell Jonas Björkman                | 4:6, 6:7                  |
| Zwycięzca     | 17. | 10 września 1994     | US Open, Nowy Jork         | Twarda          | Jacco Eltingh         | Todd Woodbridge Mark Woodforde          | 6:3, 7:6                  |
| Zwycięzca     | 18. | 2 października 1994  | Kuala Lumpur               | Dywanowa (hala) | Jacco Eltingh         | Nicklas Kulti Lars-Anders Wahlgren      | 6:0, 7:5                  |
| Zwycięzca     | 19. | 9 października 1994  | Sydney                     | Twarda (hala)   | Jacco Eltingh         | Byron Black Jonathan Stark              | 6:4, 7:6                  |
| Zwycięzca     | 20. | 6 listopada 1994     | Paryż                      | Dywanowa (hala) | Jacco Eltingh         | Byron Black Jonathan Stark              | 3:6, 7:6, 7:5             |
| Zwycięzca     | 21. | 13 listopada 1994    | Moskwa                     | Dywanowa (hala) | Jacco Eltingh         | David Adams Andriej Olchowski           | walkower                  |
| Finalista     | 16. | 26 lutego 1995       | Filadelfia                 | Dywanowa (hala) | Jacco Eltingh         | Jim Grabb Jonathan Stark                | 6:7, 7:6, 3:6             |
| Zwycięzca     | 22. | 30 kwietnia 1995     | Monte Carlo                | Ceglana         | Jacco Eltingh         | Luis Lobo Javier Sánchez                | 6:3, 6:4                  |
| Zwycięzca     | 23. | 10 czerwca 1995      | French Open, Paryż         | Ceglana         | Jacco Eltingh         | Nicklas Kulti Magnus Larsson            | 6:7, 6:4, 6:1             |
| Zwycięzca     | 24. | 25 czerwca 1995      | Halle                      | Trawiasta       | Jacco Eltingh         | Jewgienij Kafielnikow Andriej Olchowski | 6:2, 3:6, 6:3             |
| Zwycięzca     | 25. | 15 października 1995 | Tokio                      | Dywanowa (hala) | Jacco Eltingh         | Jakob Hlasek Patrick McEnroe            | 7:6, 6:4                  |
| Zwycięzca     | 26. | 29 października 1995 | Essen                      | Dywanowa (hala) | Jacco Eltingh         | Cyril Suk Daniel Vacek                  | 7:5, 6:4                  |
| Zwycięzca     | 27. | 12 listopada 1995    | Sztokholm                  | Dywanowa (hala) | Jacco Eltingh         | Grant Connell Patrick Galbraith         | 3:6, 6:2, 7:6             |
| Finalista     | 17. | 27 listopada 1995    | Eindhoven                  | Dywanowa (hala) | Jacco Eltingh         | Grant Connell Patrick Galbraith         | 6:7, 6:7, 6:3, 6:7        |
| Finalista     | 18. | 7 stycznia 1996      | Doha                       | Twarda          | Jacco Eltingh         | Mark Knowles Daniel Nestor              | 6:7, 3:6                  |
| Zwycięzca     | 28. | 25 sierpnia 1996     | Toronto                    | Twarda          | Patrick Galbraith     | Mark Knowles Daniel Nestor              | 7:6, 6:3                  |
| Finalista     | 19. | 8 września 1996      | US Open, Nowy Jork         | Twarda          | Jacco Eltingh         | Todd Woodbridge Mark Woodforde          | 6:4, 6:7, 6:7             |
| Zwycięzca     | 29. | 20 października 1996 | Tuluza                     | Twarda (hala)   | Jacco Eltingh         | Olivier Delaître Guillaume Raoux        | 6:3, 7:5                  |
| Finalista     | 20. | 27 października 1996 | Stuttgart                  | Dywanowa (hala) | Jacco Eltingh         | Sébastien Lareau Alex O’Brien           | 6:3, 4:6, 3:6             |
| Zwycięzca     | 30. | 3 listopada 1996     | Paryż                      | Dywanowa (hala) | Jacco Eltingh         | Jewgienij Kafielnikow Daniel Vacek      | 6:4, 4:6, 7:6             |
| Zwycięzca     | 31. | 5 stycznia 1997      | Doha                       | Twarda          | Jacco Eltingh         | Patrik Fredriksson Magnus Norman        | 6:3, 6:2                  |
| Finalista     | 21. | 12 stycznia 1997     | Sydney                     | Twarda          | Jan Siemerink         | Luis Lobo Javier Sánchez                | 4:6, 7:6, 3:6             |
| Zwycięzca     | 32. | 9 marca 1997         | Rotterdam                  | Dywanowa (hala) | Jacco Eltingh         | Libor Pimek Byron Talbot                | 7:6, 6:4                  |
| Finalista     | 22. | 27 kwietnia 1996     | Monte Carlo                | Ceglana         | Jacco Eltingh         | Donald Johnson Francisco Montana        | 6:7, 6:2, 6:7             |
| Zwycięzca     | 33. | 22 czerwca 1997      | Rosmalen                   | Trawiasta       | Jacco Eltingh         | Trevor Kronemann David Macpherson       | 6:4, 7:5                  |
| Finalista     | 23. | 5 lipca 1997         | Wimbledon, Londyn          | Trawiasta       | Jacco Eltingh         | Todd Woodbridge Mark Woodforde          | 6:7(4), 6:7(7), 7:5, 3:6  |
| Zwycięzca     | 34. | 24 sierpnia 1997     | Boston                     | Twarda          | Jacco Eltingh         | Dave Randall Jack Waite                 | 6:4, 6:2                  |
| Zwycięzca     | 35. | 28 września 1997     | Tuluza                     | Twarda (hala)   | Jacco Eltingh         | Jean-Philippe Fleurian Maks Mirny       | 6:3, 7:6                  |
| Zwycięzca     | 36. | 2 listopada 1997     | Paryż                      | Dywanowa (hala) | Jacco Eltingh         | Rick Leach Jonathan Stark               | 6:2, 7:6                  |
| Zwycięzca     | 37. | 1 marca 1998         | Filadelfia                 | Twarda (hala)   | Jacco Eltingh         | David Macpherson Richey Reneberg        | 7:6, 6:7, 6:2             |
| Zwycięzca     | 38. | 8 marca 1998         | Rotterdam                  | Dywanowa (hala) | Jacco Eltingh         | Neil Broad Piet Norval                  | 7:6, 6:3                  |
| Zwycięzca     | 39. | 19 kwietnia 1998     | Barcelona                  | Ceglana         | Jacco Eltingh         | Ellis Ferreira Rick Leach               | 7:5, 6:0                  |
| Zwycięzca     | 40. | 26 kwietnia 1998     | Monte Carlo                | Ceglana         | Jacco Eltingh         | Todd Woodbridge Mark Woodforde          | 6:4, 6:2                  |
| Zwycięzca     | 41. | 6 czerwca 1998       | French Open, Paryż         | Ceglana         | Jacco Eltingh         | Mark Knowles Daniel Nestor              | 6:3, 3:6, 6:3             |
| Zwycięzca     | 42. | 4 lipca 1998         | Wimbledon, Londyn          | Trawiasta       | Jacco Eltingh         | Todd Woodbridge Mark Woodforde          | 2:6, 6:4, 7:6, 5:7, 10:8  |
| Zwycięzca     | 43. | 9 sierpnia 1998      | Amsterdam                  | Ceglana         | Jacco Eltingh         | Dominik Hrbatý Karol Kučera             | 6:3, 6:2                  |
| Zwycięzca     | 44. | 30 sierpnia 1998     | Boston                     | Twarda          | Jacco Eltingh         | Chris Haggard Jack Waite                | 6:3, 6:2                  |
| Finalista     | 24. | 4 października 1998  | Tuluza                     | Twarda (hala)   | Jan Siemerink         | Olivier Delaître Fabrice Santoro        | 2:6, 4:6                  |
| Finalista     | 25. | 8 listopada 1998     | Paryż                      | Dywanowa (hala) | Jacco Eltingh         | Mahesh Bhupathi Leander Paes            | 4:6, 2:6                  |
| Zwycięzca     | 45. | 22 listopada 1998    | Hartford                   | Dywanowa (hala) | Jacco Eltingh         | Mark Knowles Daniel Nestor              | 6:4, 6:2, 7:5             |
| Finalista     | 26. | 17 stycznia 1999     | Sydney                     | Twarda          | Patrick Galbraith     | Sébastien Lareau Daniel Nestor          | 3:6, 4:6                  |
| Zwycięzca     | 46. | 18 kwietnia 1999     | Barcelona                  | Ceglana         | Jewgienij Kafielnikow | Massimo Bertolini Cristian Brandi       | 7:5, 6:3                  |
| Finalista     | 27. | 9 maja 1999          | Hamburg                    | Ceglana         | Jared Palmer          | Wayne Arthurs Andrew Kratzmann          | 6:2, 6:7(5), 2:6          |
| Finalista     | 28. | 13 czerwca 1999      | Halle                      | Trawiasta       | Jared Palmer          | Jonas Björkman Patrick Rafter           | 3:6, 5:7                  |
| Finalista     | 29. | 3 lipca 1999         | Wimbledon, Londyn          | Trawiasta       | Jared Palmer          | Mahesh Bhupathi Leander Paes            | 7:6(10), 3:6, 4:6, 6:7(4) |
| Zwycięzca     | 47. | 8 sierpnia 1999      | Amsterdam                  | Ceglana         | Sjeng Schalken        | Devin Bowen Ejal Ran                    | 6:3, 6:2                  |
| Zwycięzca     | 48. | 22 sierpnia 1999     | Indianapolis               | Twarda          | Jared Palmer          | Olivier Delaître Leander Paes           | 6:3, 6:4                  |
| Finalista     | 30. | 7 listopada 1999     | Paryż                      | Dywanowa (hala) | Jared Palmer          | Sébastien Lareau Alex O’Brien           | 6:7(7), 5:7               |
| Finalista     | 31. | 26 marca 2000        | Indian Wells               | Twarda          | Sandon Stolle         | Alex O’Brien Jared Palmer               | 4:6, 6:7(5)               |
| Finalista     | 32. | 23 kwietnia 2000     | Monte Carlo                | Ceglana         | Sandon Stolle         | Wayne Ferreira Jewgienij Kafielnikow    | 3:6, 6:2, 1:6             |
| Finalista     | 33. | 30 kwietnia 2000     | Barcelona                  | Ceglana         | Sandon Stolle         | Nicklas Kulti Mikael Tillström          | 2:6, 7:6(2), 6:7(5)       |
| Finalista     | 34. | 10 czerwca 2000      | French Open, Paryż         | Ceglana         | Sandon Stolle         | Todd Woodbridge Mark Woodforde          | 6:7(7), 4:6               |
| Finalista     | 35. | 25 czerwca 2000      | ’s-Hertogenbosch           | Trawiasta       | Sandon Stolle         | Martin Damm Cyril Suk                   | 4:6, 7:6(5), 6:7(5)       |
| Finalista     | 36. | 8 lipca 2000         | Wimbledon, Londyn          | Trawiasta       | Sandon Stolle         | Todd Woodbridge Mark Woodforde          | 3:6, 4:6, 1:6             |
| Zwycięzca     | 49. | 22 października 2000 | Szanghaj                   | Twarda          | Sjeng Schalken        | Petr Pála Pavel Vízner                  | 6:2, 3:6, 6:4             |
| Zwycięzca     | 50. | 12 listopada 2000    | Lyon                       | Dywanowa (hala) | Sandon Stolle         | Ivan Ljubičić Jack Waite                | 6:1, 6:7, 7:6             |
| Finalista     | 37. | 19 listopada 2000    | Paryż                      | Dywanowa (hala) | Daniel Nestor         | Nicklas Kulti Maks Mirny                | 4:6, 5:7                  |
| Zwycięzca     | 51. | 4 lutego 2001        | Mediolan                   | Dywanowa (hala) | Sjeng Schalken        | Johan Landsberg Tom Vanhoudt            | 7:6(5), 7:6(4)            |
| Zwycięzca     | 52. | 24 czerwca 2001      | ’s-Hertogenbosch           | Trawiasta       | Sjeng Schalken        | Martin Damm Cyril Suk                   | 6:4, 6:4                  |
| Zwycięzca     | 53. | 22 lipca 2001        | Amsterdam                  | Ceglana         | Sjeng Schalken        | Àlex Corretja Luis Lobo                 | 6:4, 6:2                  |
| Finalista     | 38. | 21 kwietnia 2002     | Monte Carlo                | Ceglana         | Jewgienij Kafielnikow | Jonas Björkman Todd Woodbridge          | 3:6, 6:3, 7–10            |
| Zwycięzca     | 54. | 8 czerwca 2002       | French Open, Paryż         | Ceglana         | Jewgienij Kafielnikow | Mark Knowles Daniel Nestor              | 7:5, 6:4                  |
| Finalista     | 39. | 23 czerwca 2002      | ’s-Hertogenbosch           | Trawiasta       | Brian MacPhie         | Martin Damm Cyril Suk                   | 6:7(6), 7:6(6), 4:6       |
| Finalista     | 40. | 7 czerwca 2003       | French Open, Paryż         | Ceglana         | Jewgienij Kafielnikow | Bob Bryan Mike Bryan                    | 6:7(3), 3:6               |

#### Gra mieszana (0–1)
| Końcowy wynik | Nr | Data           | Turniej            | Nawierzchnia | Partnerka    | Przeciwnicy             | Wynik finału  |
| ------------- | -- | -------------- | ------------------ | ------------ | ------------ | ----------------------- | ------------- |
| Finalista     | 1. | 7 czerwca 1991 | French Open, Paryż | Ceglana      | Caroline Vis | Helena Suková Cyril Suk | 6:3, 4:6, 1:6 |